# Charles Renaud de Vilbac
Alphonse Zoé Charles Renaud de Vilbac - nom de naixement - (Montpeller, 3 de juny de 1829 - Ixelles, 19 de març de 1884) fou un organista i compositor francès.
Ingressat en el Conservatori de París el 1842, obtenia dos anys després el primer premi d'orgue i un segon primer Premi de Roma. En la seva tornada a Itàlia es donà a conèixer com a compositor d'obres per a piano, per dir la veritat més brillants d'estil que inspirades, i com a autor teatral, pel que va escriure l'agradable opereta en un acte Au clair de lune, estrenada amb gran èxit en els Buffos Parisencs el 1857, i l'òpera còmica Don Almanzor, que donà a l'escena del Teatre Líric el 1858 amb no menys favorable acollida. No obstant tan afalagadora iniciació, al cap de poc abandonà el gènere teatral per a cultivar la música de saló.
Va escriure gran quantitat de peces de concert per a piano (fantasies, capricis, mosaics, etc..) a dues i quatre mans, publicant també, entre altres obres per a orquestra, una Gavotte Pompadour, una Chanson Cypriote i una Marche Serbe. A Roma va compondre la cantata Le Rénégat de Tangier i una Missa solemne. Ambdues amb data de 1847.